# Anna Trevisi
Anna Trevisi (Guastalla, província de Reggio de l'Emília, 8 de maig de 1992) és una ciclista italiana. Professional des del 2012, actualment milita a l'equip Alé Cipollini.

## Palmarès
- 2010
  -  Campiona d'Europa júnior en Ruta